# Rodrigo Mathiola
Rodrigo Antônio Mathiola (nacido el 14 de agosto de 1997 en Navegantes, Brasil) es un futbolista brasileño que juega en la posición de centrocampista.

## Clubes
| Club                        | País     | Año           |
| --------------------------- | -------- | ------------- |
| Barra Futebol Clube         | Brasil   | 2017-2019     |
| Foz do Iguaçu Futebol Clube | Brasil   | 2018 (cedido) |
| Vitória Setúbal             | Portugal | 2019-         |